# Monrose

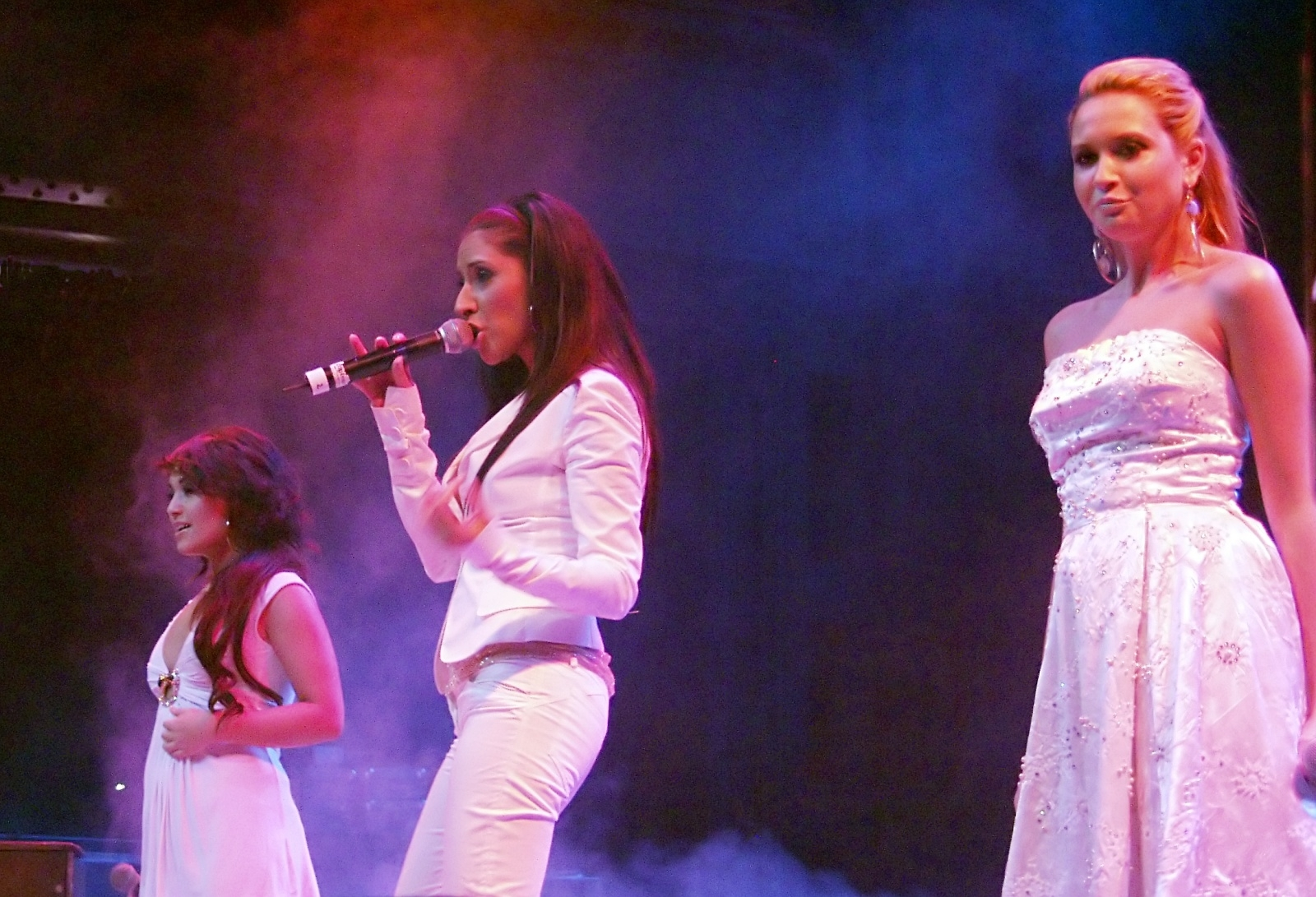
Monrose: Bahar Kızıl, Senna Guemmour, Mandy Capristo

Monrose és un grup de pop alemany format l'any 2006.

## Membres
- Mandy Capristo (21 de març 1990 de Mannheim)
- Senna Guemmour (28 de desembre 1979 de Frankfurt del Main)
- Bahar Kizil (5 d'octubre 1988 de Freiburg im Breisgau)

## Discographie Monrose

### Albums
| Year | Title                                                               | Chart Positions | Chart Positions | Chart Positions | Sales    | IFPI Certifications                                                   |
| Year | Title                                                               | GER             | AUT             | SWI             | Sales    | IFPI Certifications                                                   |
| ---- | ------------------------------------------------------------------- | --------------- | --------------- | --------------- | -------- | --------------------------------------------------------------------- |
| 2006 | Temptation - 1st studio album - Released: December 8, 2006          | 1               | 1               | 1               | 450,000+ | - Alemanya: 1,5x Platinum - Austria: Platinum - Switzerland: Platinum |
| 2007 | Strictly Physical - 2nd studio album - Released: September 21, 2007 | 2               | 7               | 6               | 110,000+ | - Alemanya: Gold - Austria: - Switzerland:                            |
| 2008 | I Am - 3rd studio album - Released: July 11, 2008                   | 9               | 20              | 14              | 100.000  | - Alemanya: - Austria: - Switzerland:                                 |

### Singles
| Year | Title                 | Chart Positions | Chart Positions | Chart Positions | Chart Positions | Chart Positions | Chart Positions | Chart Positions | Album             |
| Year | Title                 | GER             | AUT             | SWI             | POL             | FIN             | NED             | EU              | Album             |
| ---- | --------------------- | --------------- | --------------- | --------------- | --------------- | --------------- | --------------- | --------------- | ----------------- |
| 2006 | "Shame"               | 1               | 1               | 1               | 10              | -               | -               | 10              | Temptation        |
| 2007 | "Even Heaven Cries"   | 6               | 17              | 19              | 49              | -               | -               | 16              | Temptation        |
| 2007 | "Hot Summer"          | 1               | 1               | 1               | 58              | 19              | 68              | 10              | Strictly Physical |
| 2007 | "Strictly Physical"   | 6               | 16              | 29              | 7               | -               | 130             | 18              | Strictly Physical |
| 2007 | "What You Don't Know" | 6               | 16              | 34              | -               | -               | -               | 21              | Strictly Physical |
| 2008 | "Strike the Match"    | 10              | 16              | 11              | -               | -               | -               | 27              | I Am              |
| 2008 | "Hit´N'Run"           | 16              | 19              | 15              | 69              | -               | -               | 88              | I Am              |
| 2008 | "Why Not Us"          | 27              | 53              | -               | -               | -               | -               | -               | I Am              |